# Repente dives factus est nemo bonus
Repente dives factus est nemo bonus è un detto latino.
Letteralmente vuol dire: Nessun buono diventa ricco d'improvviso, cioè Nessuna persona onesta è mai divenuta ricca all'improvviso.
Il termine "bonus" assume in una frase come questa una valenza etica accessoria, indicando chi è "retto", "degno di stima". C'è un'espressione di Quintiliano che rende l'idea: "proprium est boni recte facere" ("è insito in un uomo onesto l'agire rettamente").
Il "factus est" della citazione può anche correttamente essere reso con un presente di consuetudine, sì che la traduzione diventa: "Nessuna persona onesta diviene ricca all'improvviso".
In realtà l'origine della massima non pare sia latina, occorre riferirsi a un verso di Menandro ("L'adulatore"), il quale parla di un "dikaios" (cioè proprio di un "uomo retto, giusto, onesto"). Della versione latina qui riportata non è sicuro l'autore, potrebbe essere una massima di qualche autore di mimi.